# سينثيا جونسون
سينثيا جونسون (بالإنجليزية: Cynthia Johnson)‏ هي عازفة ساكسفون ومغنية مؤلفة ومغنية أمريكية، ولدت في 22 أبريل 1956 في سانت بول في الولايات المتحدة.

## وصلات خارجية
- الموقع الرسمي
- سينثيا جونسون على موقع IMDb (الإنجليزية)
- سينثيا جونسون على موقع ميوزك برينز (الإنجليزية)
- سينثيا جونسون على موقع أول ميوزيك (الإنجليزية)
- سينثيا جونسون على موقع ديسكوغز (الإنجليزية)